# Dominika Cibulková
| Posities op de WTA-ranglijst Positie per einde seizoen: \| jaar \| rang enkelspel \| rang dubbelspel \| \| ---- \| -------------- \| --------------- \| \| 2005 \| 555 \| – \| \| 2006 \| 156 \| 598 \| \| 2007 \| 52 \| 457 \| \| 2008 \| 19 \| 141 \| \| 2009 \| 30 \| 847 \| \| 2010 \| 31 \| 108 \| \| 2011 \| 18 \| 157 \| \| 2012 \| 15 \| 62 \| \| 2013 \| 23 \| 125 \| \| 2014 \| 11 \| 346 \| \| 2015 \| 38 \| 171 \| \| 2016 \| 5 \| 181 \| \| 2017 \| 26 \| 196 \| \| 2018 \| 25 \| – \| \| 2019 \| 316 \| 1207 \| |                |                 |
| jaar | rang enkelspel | rang dubbelspel |
| 2005 | 555            | –               |
| 2006 | 156            | 598             |
| 2007 | 52             | 457             |
| 2008 | 19             | 141             |
| 2009 | 30             | 847             |
| 2010 | 31             | 108             |
| 2011 | 18             | 157             |
| 2012 | 15             | 62              |
| 2013 | 23             | 125             |
| 2014 | 11             | 346             |
| 2015 | 38             | 171             |
| 2016 | 5              | 181             |
| 2017 | 26             | 196             |
| 2018 | 25             | –               |
| 2019 | 316            | 1207            |

Dominika Cibulková (Bratislava, 6 mei 1989) is een voormalig professioneel tennisspeelster uit Slowakije.

## Loopbaan
Cibulková begon met tennis op de leeftijd van acht jaar en groeide op in Piešťany. Haar favoriete ondergronden zijn gravel en hardcourt. Zij speelt rechtshandig en heeft een tweehandige backhand. Zij is een bewonderaar van Kim Clijsters.
In de periode 2005–2019 maakte Cibulková deel uit van het Slowaakse Fed Cup-team – zij behaalde daar een winst/verlies-balans van 22–11 in het enkelspel.

### 2008
Op de Olympische Zomerspelen in Peking bereikte Cibulková de derde ronde in het enkelspel.

### 2009
Het jaar begon goed voor Cibulková. Samen met Dominik Hrbatý won zij de Hopman Cup voor Slowakije. Zij wist op het Australian Open de vierde ronde te bereiken; daarin werd zij verslagen door de Russin Jelena Dementjeva. Tijdens Roland Garros won Cibulková in de kwartfinale eenvoudig van Maria Sjarapova, met 6-0 en 6-2. In de halve finale verloor zij van de nummer 1 Dinara Safina met 3-6, 3-6.

### 2010
In dit jaar bereikte zij halve finales op het WTA-toernooi van Monterrey 2010 (verloor van Daniela Hantuchová) en op het WTA-toernooi van Ponte Vedra Beach 2010 (verlies van Volha Havartsova). Op het US Open werd Cibulková in de kwartfinale uitgeschakeld door eerste reekshoofd Caroline Wozniacki.

### 2011
Cibulková revancheerde zich op Wozniacki door deze nummer een van de wereld tweemaal te verslaan: in de tweede ronde van het WTA-toernooi van Sydney 2011 en in de vierde ronde van Wimbledon 2011 waar zij in de kwartfinale werd uitgeschakeld door Maria Sjarapova. Op het WTA-toernooi van Linz 2011 bracht zij het zelfs tot de finale, alvorens te moeten buigen voor Petra Kvitová. De week erna won Cibulková haar eerste WTA-titel, op het overdekte toernooi van Moskou, waar zij de Estse Kaia Kanepi pas aan het eind van de derde set op de knieën kreeg.

### 2012
Na een verloren finale in april, op het WTA-toernooi van Barcelona, kwam zij goed naar voren op Roland Garros waar zij onder meer de toenmalige nummer een van de wereld Viktoryja Azarenka uitschakelde. In juli won Cibulková haar tweede WTA-titel op het toernooi van Carlsbad – in de finale wist zij Marion Bartoli (WTA-10) te verslaan. Aan de Olympische Zomerspelen in Londen nam zij deel aan enkel- en dubbelspel, maar kwam niet verder dan de eerste ronde. Zij eindigde dat seizoen op de vijftiende positie van de wereldranglijst.

### 2013
Het jaar begon met een finaleplaats op het toernooi van Sydney, waar zij van Agnieszka Radwańska een double bagel om de oren kreeg. Op de grandslamtoernooien varieerde Cibulková's resultaat tussen de eerste en de derde ronde. Met het Slowaakse Fed Cup-team bereikte zij, door winst op Servië, de halve finale van de Wereldgroep I die zij verloren van de Russinnen. Hoogtepunt van het jaar was een derde titel (evenals de twee voorgaande van de categorie "Premier") in juli op het toernooi van Stanford, waar zij in de finale revanche nam op Agnieszka Radwańska (WTA-4) in een tweeënhalf uur durende driesetter. In september in Tokio was de Poolse echter nogmaals te sterk voor haar.

### 2014
Voor het eerst in haar loopbaan bereikte Cibulková de finale op een grandslamtoernooi. Op het Australian Open schakelde zij de als derde geplaatste Maria Sjarapova uit, om in de halve finale haar oude rivale Agnieszka Radwańska met 6–1 en 6–2 naar huis te sturen. In de eindstrijd met Li Na wist zij de eerste set nog tot een tiebreak te voeren, maar na het verliezen daarvan moest zij de tweede set volledig ten prooi aan de Chinese laten (0–6). Op 1 maart won Cibulková haar vierde enkelspeltitel op het toernooi van Acapulco. Aan het eind van die maand steeg zij op de WTA-ranglijst naar de tiende plaats. Zij eindigde het tennisseizoen op de elfde plaats.

### 2015
Op het Australian Open bereikte Cibulková nog de kwartfinale. De overige grandslamtoernooien zagen geen grootse prestaties van haar. Haar beste resultaat op de WTA-toernooien was het bereiken van de halve finale op het toernooi van Tokio. Aan het eind van het seizoen was haar ranking gezakt naar 38.

### 2016
In Acapulco stond Cibulková voor het eerst sinds twee jaar weer in een WTA-finale – zij verloor in drie sets (met een tiebreak in de beslissende set) van de Amerikaanse Sloane Stephens. Enkele weken later bereikte zij in Katowice opnieuw een finale – nu wist zij te zegevieren, over de Italiaanse Camila Giorgi. Op het Premier Mandatory-toernooi van Madrid in april drong zij andermaal door tot de finale – dit keer moest zij haar meerdere erkennen in de Roemeense Simona Halep. Aan de vooravond van Wimbledon slaagde zij erin het grastoernooi van Eastbourne te winnen, door in de finale te zegevieren over de Tsjechische Karolína Plíšková (een kwart meter langer dan Cibulková). Eind september bereikte Cibulková haar eerste Premier Five-finale, op het toernooi van Wuhan – zij verloor van Petra Kvitová, maar trad niettemin toe tot de top tien van de WTA-ranglijst. Twee weken later won zij het toernooi van Linz. Met haar achtste plaats op de wereldranglijst kwalificeerde zij zich voor de eindejaarskampioenschappen in Singapore – daar wist zij al haar concurrentes achter zich te laten, met inbegrip van de als eerste geplaatste Angelique Kerber waarmee zij in de finale afrekende.

### 2017
Na ruim een jaar niet aan dubbelspel te hebben gedaan, won Cibulková het eerste toernooi waaraan zij deelnam: het toernooi van Rosmalen waar zij de eerste dubbelspeltitel van haar loopbaan veroverde, met de Belgische Kirsten Flipkens aan haar zijde. In het enkelspel bereikte zij in New Haven de finale, waarin zij de zege moest laten aan Darja Gavrilova.

### 2018
In februari bereikte Cibulková de finale van het WTA-toernooi van Boedapest – in de derde set moest zij echter de duimen leggen voor Alison Van Uytvanck.

### 2019
Na Roland Garros besloot Cibulková te stoppen met tennis.

## Speelstijl
Ondanks haar bescheiden lengte heeft Cibulková een aardige opslag. Ook staat zij bekend om haar krachtige baseline-slagen en snelle loopwerk. Cibulková's voornaamste zwakte is dat zij geen plan B heeft als het niet wil lukken op de baan – zij blijft met veel risico spelen en zij heeft moeite om te variëren.

## Palmares
| Legenda                | Legenda                  |
| ---------------------- | ------------------------ |
| Grandslamtoernooi      |                          |
| Olympische Spelen      |                          |
| Year-End Championships |                          |
| tot 2009               | 2009 – 2020 / vanaf 2021 |
| Tier I                 | Premier Mandatory        |
| Tier II                | Premier Five / WTA 1000  |
| Tier III               | Premier / WTA 500        |
| Tier IV & V            | International / WTA 250  |
|                        | Challenger / WTA 125     |

### Overwinningen op een regerend nummer 1
Cibulková heeft vijfmaal een partij tegen een op dat ogenblik heersend leider van de wereldranglijst gewonnen (peildatum 1 oktober 2018):
| nr. | datum      | toernooi      | ronde        | tegenstandster     | score         |         |
| --- | ---------- | ------------- | ------------ | ------------------ | ------------- | ------- |
| 1.  | 2011-01-11 | WTA Sydney    | tweede ronde | Caroline Wozniacki | 6-3, 6-3      | details |
| 2.  | 2011-06-27 | Wimbledon     | vierde ronde | Caroline Wozniacki | 1-6, 7-6, 7-5 | details |
| 3.  | 2012-06-03 | Roland Garros | vierde ronde | Viktoryja Azarenka | 6-3, 7-6      | details |
| 4.  | 2016-10-30 | WTA Finals    | finale       | Angelique Kerber   | 6-3, 6-4      | details |
| 5.  | 2018-09-25 | WTA Wuhan     | tweede ronde | Simona Halep       | 6-0, 7-5      | details |

### WTA-finaleplaatsen enkelspel
| nr.              | finale     | toernooi          | ondergrond    | tegenstandster              | score         |         |
| ---------------- | ---------- | ----------------- | ------------- | --------------------------- | ------------- | ------- |
| gewonnen finales |            |                   |               |                             |               |         |
| 1.               | 2011-10-23 | WTA Moskou        | hardcourt (i) | Kaia Kanepi                 | 3-6, 7-6, 7-5 | details |
| 2.               | 2012-07-22 | WTA Carlsbad      | hardcourt     | Marion Bartoli              | 6-1, 7-5      | details |
| 3.               | 2013-07-28 | WTA Stanford      | hardcourt     | Agnieszka Radwańska         | 3-6, 6-4, 6-4 | details |
| 4.               | 2014-03-01 | WTA Acapulco      | hardcourt     | Christina McHale            | 7-6, 4-6, 6-4 | details |
| 5.               | 2016-04-10 | WTA Katowice      | hardcourt (i) | Camila Giorgi               | 6-4, 6-0      | details |
| 6.               | 2016-06-25 | WTA Eastbourne    | gras          | Karolína Plíšková           | 7-5, 6-3      | details |
| 7.               | 2016-10-16 | WTA Linz          | hardcourt (i) | Viktorija Golubic           | 6-3, 7-5      | details |
| 8.               | 2016-10-30 | WTA Finals        | hardcourt (i) | Angelique Kerber            | 6-3, 6-4      | details |
| verloren finales |            |                   |               |                             |               |         |
| 1.               | 2008-04-13 | WTA Amelia Island | gravel        | Maria Sjarapova             | 6-7, 3-6      | details |
| 2.               | 2008-08-03 | WTA Montréal      | hardcourt     | Dinara Safina               | 2-6, 1-6      | details |
| 3.               | 2011-10-16 | WTA Linz          | hardcourt (i) | Petra Kvitová               | 4-6, 1-6      | details |
| 4.               | 2012-04-15 | WTA Barcelona     | gravel        | Sara Errani                 | 2-6, 2-6      | details |
| 5.               | 2013-01-11 | WTA Sydney        | hardcourt     | Agnieszka Radwańska         | 0-6, 0-6      | details |
| 6.               | 2014-01-25 | Australian Open   | hardcourt     | Li Na                       | 6-7, 0-6      | details |
| 7.               | 2014-04-20 | WTA Kuala Lumpur  | hardcourt     | Donna Vekić                 | 7-5, 5-7, 6-7 | details |
| 8.               | 2016-02-27 | WTA Acapulco      | hardcourt     | Sloane Stephens             | 4-6, 6-4, 6-7 | details |
| 9.               | 2016-05-07 | WTA Madrid        | gravel        | Simona Halep                | 2-6, 4-6      | details |
| 10.              | 2016-10-01 | WTA Wuhan         | hardcourt     | Petra Kvitová               | 1-6, 1-6      | details |
| 11.              | 2017-08-26 | WTA New Haven     | hardcourt     | Darja Gavrilova             | 6-4, 3-6, 4-6 | details |
| 12.              | 2018-02-25 | WTA Boedapest     | hardcourt (i) | Alison Van Uytvanck         | 3-6, 6-3, 5-7 | details |
| 13.              | 2018-05-26 | WTA Straatsburg   | gravel        | Anastasija Pavljoetsjenkova | 7-6, 6-7, 6-7 | details |

### WTA-finaleplaatsen dubbelspel
| nr.                                 | finale     | toernooi     | ondergrond    | partner                | tegenstandsters                             | score            |         |
| ----------------------------------- | ---------- | ------------ | ------------- | ---------------------- | ------------------------------------------- | ---------------- | ------- |
| gewonnen finales vrouwendubbelspel  |            |              |               |                        |                                             |                  |         |
| 1.                                  | 2017-06-17 | WTA Rosmalen | gras          | Kirsten Flipkens       | Kiki Bertens Demi Schuurs                   | 4-6, 6-4, [10-6] | details |
| verloren finales vrouwendubbelspel  |            |              |               |                        |                                             |                  |         |
| 1.                                  | 2011-06-17 | WTA Rosmalen | gras          | Flavia Pennetta        | Barbora Záhlavová-Strýcová Klára Zakopalová | 6-1, 4-6, [7-10] | details |
| 2.                                  | 2013-06-22 | WTA Rosmalen | gras          | Arantxa Parra Santonja | Irina-Camelia Begu Anabel Medina Garrigues  | 6-4, 6-7, [9-11] | details |
| gewonnen finales gemengd dubbelspel |            |              |               |                        |                                             |                  |         |
| 1.                                  | 2009-01-09 | Hopman Cup   | hardcourt (i) | Dominik Hrbatý         | Dinara Safina Marat Safin                   | 2–0              | details |

### Gewonnen ITF-toernooien enkelspel
| nr. | finale     | toernooi   | dotatie  | ondergrond    | tegenstandster in finale | score    |
| --- | ---------- | ---------- | -------- | ------------- | ------------------------ | -------- |
| 1.  | 2005-08-28 | Amarante   | $ 10.000 | hardcourt     | Paula Fondevila Castro   | 6-0, 6-2 |
| 2.  | 2006-10-29 | Bratislava | $ 75.000 | hardcourt (i) | Kristina Barrois         | 7-5, 6-1 |

## Resultaten grote toernooien
| Legenda | Legenda                          |
| ------- | -------------------------------- |
| g.t.    | geen toernooi gehouden           |
| l.c.    | lagere categorie                 |
| –       | niet deelgenomen                 |
| G       | uitgeschakeld in de groepsfase   |
| 1R      | uitgeschakeld in de eerste ronde |
| 2R      | uitgeschakeld in de tweede ronde |
| 3R      | uitgeschakeld in de derde ronde  |
| 4R      | uitgeschakeld in de vierde ronde |
| KF      | uitgeschakeld in de kwartfinale  |
| HF      | uitgeschakeld in de halve finale |
| F       | de finale verloren               |
| W       | het toernooi gewonnen            |
| w-v     | winst/verlies-balans             |

### Enkelspel
| toernooi            | 2007 | 2008 | 2009 | 2010 | 2011 | 2012 | 2013 | 2014 | 2015 | 2016 | 2017 | 2018 | 2019 |
| ------------------- | ---- | ---- | ---- | ---- | ---- | ---- | ---- | ---- | ---- | ---- | ---- | ---- | ---- |
| grandslamtoernooien |      |      |      |      |      |      |      |      |      |      |      |      |      |
| Australian Open     | –    | 1R   | 4R   | 1R   | 3R   | 2R   | 2R   | F    | KF   | 1R   | 3R   | 1R   | 1R   |
| Roland Garros       | 3R   | 3R   | HF   | 3R   | 1R   | KF   | 2R   | 3R   | –    | 3R   | 2R   | 1R   | 1R   |
| Wimbledon           | –    | 1R   | 3R   | 3R   | KF   | 1R   | 3R   | 3R   | 1R   | KF   | 3R   | KF   | –    |
| US Open             | 2R   | 3R   | –    | KF   | 2R   | 3R   | 1R   | 1R   | 3R   | 3R   | 2R   | 4R   | –    |
| Premier Mandatory   |      |      |      |      |      |      |      |      |      |      |      |      |      |
| Indian Wells        | –    | 3R   | 2R   | 2R   | 4R   | 3R   | 3R   | KF   | –    | 2R   | 4R   | 2R   | 2R   |
| Miami               | 1R   | 3R   | 3R   | 3R   | 3R   | 4R   | 4R   | HF   | –    | 2R   | 4R   | –    | 1R   |
| Madrid              | l.c. | l.c. | –    | 2R   | KF   | 1R   | 2R   | 1R   | –    | F    | 2R   | 1R   | 1R   |
| Peking              | l.c. | l.c. | –    | 2R   | 3R   | 1R   | 1R   | –    | 2R   | 2R   | 1R   | KF   | –    |
| Premier Five        |      |      |      |      |      |      |      |      |      |      |      |      |      |
| Dubai/Doha          | –    | KF   | 3R   | 2R   | 1R   | 1R   | –    | 1R   | –    | –    | 2R   | 2R   | 2R   |
| Rome                | –    | 2R   | –    | 3R   | –    | KF   | 3R   | 1R   | –    | –    | 2R   | 2R   | 2R   |
| Montréal/Toronto    | 2R   | F    | 2R   | 1R   | 1R   | 2R   | KF   | 2R   | 2R   | 2R   | 2R   | –    | –    |
| Cincinnati          | l.c. | l.c. | 1R   | 1R   | –    | 2R   | 1R   | 1R   | –    | 3R   | 3R   | –    | –    |
| Tokio/Wuhan         | –    | 2R   | –    | 1R   | 2R   | 3R   | 3R   | 1R   | 1R   | F    | 3R   | KF   | –    |
| olympisch           |      |      |      |      |      |      |      |      |      |      |      |      |      |
| Olympische Spelen   | g.t. | 3R   | g.t. | g.t. | g.t. | 1R   | g.t. | g.t. | g.t. | –    | g.t. | g.t. | g.t. |
| statistieken        |      |      |      |      |      |      |      |      |      |      |      |      |      |
| titels per jaar     | 0    | 0    | 0    | 0    | 1    | 1    | 1    | 1    | 0    | 4    | 0    | 0    | 0    |
| eindejaarsranking   | 52   | 19   | 30   | 31   | 18   | 15   | 23   | 11   | 38   | 5    | 26   | 25   | 316  |

### Vrouwendubbelspel
| toernooi        | 2007 | 2008 | 2009 | 2010 | 2011 | 2012 | 2013 | 2014 | 2015 | 2016 |    | 2019 |
| --------------- | ---- | ---- | ---- | ---- | ---- | ---- | ---- | ---- | ---- | ---- | -- | ---- |
| Australian Open | –    | –    | 1R   | 1R   | 1R   | 2R   | 2R   | 1R   | 2R   | 3R   | –  |      |
| Roland Garros   | –    | 1R   | 1R   | 2R   | –    | 2R   | 1R   | 2R   | –    | 2R   | 1R |      |
| Wimbledon       | –    | 1R   | 1R   | 3R   | 1R   | 2R   | 1R   | 1R   | –    | –    | –  |      |
| US Open         | 1R   | KF   | –    | 2R   | 2R   | 1R   | 1R   | 1R   | 2R   | –    | –  |      |

### Gemengd dubbelspel
| toernooi        | 2008 | 2009 |
| --------------- | ---- | ---- |
| Australian Open | –    | KF   |
| Roland Garros   | 2R   | 1R   |
| Wimbledon       | –    | –    |
| US Open         | 1R   | –    |